# Аламаган
Аламаган (англ. Alamagan) — остров в архипелаге Марианские острова в Тихом океане. Принадлежит Северным Марианским островам и входит в состав муниципалитета Северные острова.

## География

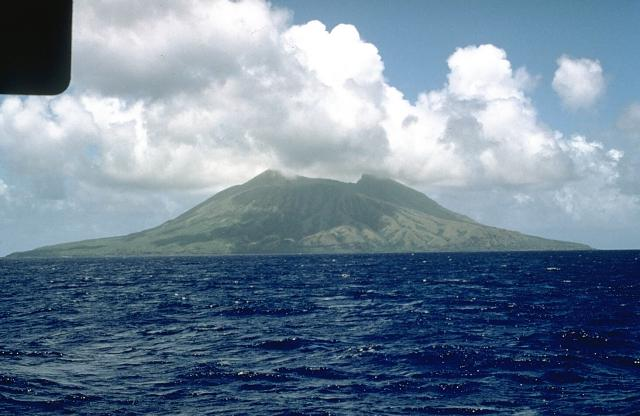
Вид на остров с океана

Остров Аламаган расположен в центральной части архипелага Марианские острова. Омывается водами Тихого океана. В 29 км к югу от острова расположен остров Гугуан, в 48 км к северу — остров Паган. Ближайший материк, Азия, находится в 2600 км.
Остров Аламаган, как и другие Марианские острова, имеет вулканическое происхождение и представляет собой овальный вулканический конус, приуроченный к вершине подводного стратовулкана. Глубина вулканического кратера, расположенного немного к востоку от центра вулкана, достигает 350 м. Рельеф острова гористый с крутыми склонами и глубокими ущельями. В западной части Аламагана расположились луга, а юго-восточная часть острова представляет собой лишённую растительности местность. Высшая точка острова достигает 744 м. Площадь Аламагана составляет 11,11 км².
Климат влажный тропический. Остров подвержен вулканическим извержениям и циклонам. Реки и озёра на Аламагане отсутствуют, в северо-западной части есть небольшой родник с пресной водой.
На склонах, покрытых пеплом, расположились луга, на верхних склонах — заросли древесного папоротника, а в ущельях — тропические леса.

## История
Европейским первооткрывателем острова стал испанец, католический миссионер Диего Луис де Санвиторес (исп. Diego Luis de Sanvitores), открывший Аламаган в 1669 году. Впоследствии религиозный деятель поселился на острове. Остров же стал владением Испании.
12 февраля 1899 года Марианские острова были проданы Испанией Германии. В 1901 году, в ходе исследования острова, германским администратором Георгом Фрицем (нем. Georg Fritz) было найдено несколько археологических находок, предметов, принадлежавших народу чаморро. В германский период на Аламагане жители занимались производством копры, а германскими властями вёлся отлов местных птиц для получения перьев, которые впоследствии украшали шляпы японцев и европейцев. С 1907 года остров был частью Германской Новой Гвинеи, подчиняясь окружному офицеру Каролинских островов. В 1904, 1905, 1906 и 1907 годах Аламаган сильно пострадал от тайфунов. Производство копры в эти годы снизилось на 50 %.
14 октября 1914 года Марианские острова были оккупированы японцами. В 1920 году над островами был установлен мандат Лиги Наций.

## Население
В 2005 году численность населения Аламагана составляла всего 7 человек, хотя в 1969 году на нём проживало 48 человек. В 1990 году все местные жители были временно эвакуированы с острова из-за угрозы вулканического извержения на Анатахане. На Аламагане действует рыболовецкая станция.
Местные жители разговаривают на одном из западных малайско-полинезийских языков — чаморро.
На 2010 год все острова муниципалитета Северных островов, в том числе, и остров Аламаган, необитаемы.